# 2017년 이집트 성지주일 폭탄 테러
2017년 4월 9일 이집트 알렉산드리아와 탄타의 콥트교 교회 두 곳에서 연쇄적으로 폭탄 테러가 발생하였다. 이 테러로 최소 44명이 숨지고 126명이 다쳤다. IS가 테러의 배후를 자처하고 나섰으며, 이집트 정부는 국가 비상사태를 선포하였다. 이집트 인구의 약 10%가 믿는 콥트교는 기독교 정교회에 뿌리를 두고 있어 수니파 무슬림이 절대다수인 이집트에서 자주 극단주의 조직의 표적이 되어왔다.

## 같이 보기
- 2011년 알렉산드리아 폭탄 테러
- 2016년 카이로 콥트 교회 폭탄 테러
- 알렉산드리아 콥트 정교회